# أحمد عبد الرزاق الرقيحي
أحمد عبد الرزاق الرقيحي برلماني يمني، عضو في مجلس النواب، وعضو لجنة تقنين أحكام الشريعة الإسلامية في المجلس، عن الدورة البرلمانية 2003-2009 والكتلة البرلمانية لنواب حزب المؤتمر الشعبي العام عن الدائرة الانتخابية رقم (1)، صنعاء القديمة، بأمانة العاصمة صنعاء.

## ولادته ونشأته وتعليمه
وُلد في صنعاء سنة 1348 هجرية. التحق بمدرسة طلحة (كتاتيب) وتعلم فيها الكتابة والقراءة وحفظ القرآن الكريم ومبادئ العربية وأصول الدين، ثم انتقل إلى الجامع الكبير لحفظ القرآن الكريم تجويداً على يد بعض المشائخ منهم العلامة علي الوتري ووالده عبدالله. حفظ المتون أمثال الأزهار ومتن التخليص وفي علم المواريث وحفظ علم مصطلح الحديث، ثم التحق بالمدرسة العلمية وبدأ من أول شعبها حتى أكمل المنهج ثم قرأ في الأجرومية ثم قطر الندى لإبن هشام في النحو. درس في المعهد الديني التابع لوزارة التربية والتعليم سنة 1964م ثلاث سنوات. حصل على دورات تدريبية في الببليوجرافيا، منها دورة في القاهرة لمدة ثلاثة أشهر سنة 1973م ، ودورة أخرى في بغداد لمدة أربعة أشهر حصل خلالهما على شهادتي خبرة في هذا المجال. كما شارك في إعداد فهرست مكتبة الأوقاف وهي عبارة عن أربعة أجزاء. وفي إعداد فهرست المكتبة الغربية وهو في جزئين وملحق عبارة عن فهرس للجزئين. شغل لفترة طويلة وظيفة إمام وخطيب الجامع الكبير بصنعاء. حاصل على ليسانس أزهري علوم شرعية وإجازة علوم لغة عربية.

## وظائف أخرى
مدير عام دار الكتب خلال الفترة من (1973-1980)
عضو في تأسيس المجالس المحلية سنة 1982.
خطيب وإمام لجامع المشهد لمدة ثلاث سنوات من سنة 1982-1984
مدير عام المكتبات عام 1984
عضو لجنة القدس برئاسة الشيخ عبدالله بن حسين الأحمر
خطيب للجامع الكبير بصنعاء بعد وفاة المرحوم العلامة أحمد سلامة
عضو مجلس النواب لثلاث فترات متتالية منذ العام 1993.

## عن فترة مجلس النواب
باتفاق سياسي مُددت فترة المجلس لمدة عامين ثم مُددت لمدة عامين آخرين حتى 2013 حسب إتفاق المبادرة الخليجية. ولكن نظراً للأزمة السياسية المستمرة منذ ذلك العام واندلاع الحرب القائمة منذ 2015 لم يتسنى انتخاب مجلس نواب جديد، ولا تزال الشرعية البرلمانية متجسدة في المجلس المنتخب عام 2003 حتى اليوم.

## وفاته
توفي في صنعاء صباح يوم الاثنين 23 ذو القعدة 1444ه، الموافق 12 يونيو 2023  ووُرِي الثرى اليوم التالي في مقبرة خزيمة بالعاصمة.